# Magliano di Tenna

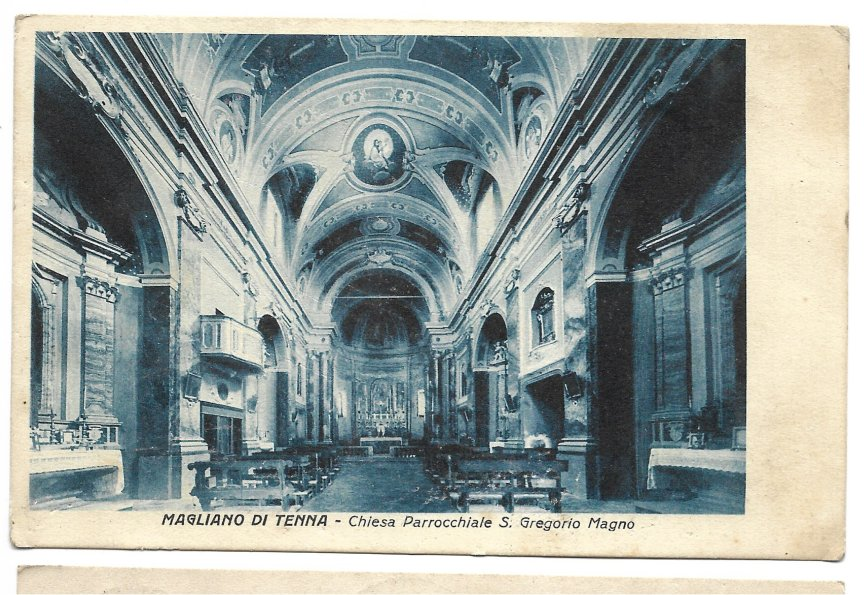
Igreja Paroquial de San Gregorio Magno (Magliano di Tenna 1928)

Magliano di Tenna é uma comuna italiana da região dos Marche, província de Fermo, com cerca de 1.204 habitantes. Estende-se por uma área de 7 km², tendo uma densidade populacional de 172 hab/km². Faz fronteira com Fermo, Grottazzolina, Montegiorgio, Rapagnano.

## Demografia
| Variação demográfica do município entre 1861 e 2011                               |
|                                                                                   |
| Fonte: Istituto Nazionale di Statistica (ISTAT) - Elaboração gráfica da Wikipedia |